# Festlalm
Die Festlalm ist eine privat betriebene Alm am nördlichen Rand der Brandenberger Alpen in der Gemeinde Achenkirch in Tirol. Sie besteht aus einem Niederleger auf ca. 1200 m Höhe und einem Hochleger auf ca. 1420 m Höhe. Der Hochleger liegt in einem Sattel zwischen Rotmöserkopf und Natterwand.

## Aufstiege
- von Süden vom Wanderparkplatz Köglboden meist über Forstweg, ca. 2 h[1]

## Benachbarte Hütten
- Gufferthütte (1465 m)